# نبردناو کلاس هلگولند
بتل‌شیپ کلاس هلگولند (به انگلیسی: Helgoland-class battleship) یک کلاس از کشتی است که طول آن ۱۶۷٫۲۰ متر (۵۴۸٫۶ فوت) می‌باشد.